# زمین انسان‌ها
زمین انسان‌ها (به فرانسوی: Terre des hommes) شرح حالی از آنتوان دو سنت‌اگزوپری، نویسنده و هوانورد فرانسوی (۱۹۰۰–۱۹۴۴) که در سال ۱۹۳۹ در پاریس منتشر شد.

## تحلیل و ماجرای رمان
این اثر به صورت یک رشته روایات، گزارش مشهودات با پشتوانه‌ای از تفکراتی با معنای اخلاقی عرضه شده. در فصل «خط مواصلات هوایی»، نویسنده خاطراتی مربوط به کارآموزی خلبانیِ سال ۱۹۲۶ خود را در خط مواصلاتی یاد می‌کند و نقل می‌کند که چگونه به تعلیم هانری گیومه، که کتاب به وی اهدا شده، با «مناسک مقدس» حرفهٔ خود آشنا شد. همچنین می‌گوید که در خلوت پرواز، هر کوه، هر دره، هر خانه، در نظر خلبانی که آسمان را «می‌روبد»، همراهی است که آدمی نمی‌داند دشمن است یا دوست. او از غرور خلبان می‌گوید که خود را مسئول محمولات پستی احساس می‌کند؛ گویی فی‌الحال مرکز مناسبات انسانی است و تأیید می‌کند که «ضرورت‌ها و مقتضیات هر حرفه‌ای جهان را دگرگون و پرمایه‌تر می‌سازد».
در فصلی دیگر، اعمال پرشهامت رفقای خود و گیومه را به یاد می‌آورَد که معجزه‌آسا از حادثه جان به‌در بردند و هر دو در زمرهٔ آن قلیل کسانی هستند که وجود خویش را وقف خدمت به دیگران می‌کنند تا زندگی هر کس جلوهٔ خلاقیتی روزانه به خود بگیرد و تا آخرین رمق با مرگ نبرد می‌کنند تا به اعتمادی که به آنها شده است وفادار بمانند. وی توضیح می‌دهد که چرا هواپیما ابزاری بیش نیست که وی از آن، همچنان‌که هنگام شخم‌زدن، خیش خود را به کار می‌بَرد، استفاده می‌کند، لیکن ابزاری که در عین حال وسیله‌ای عالی و شگفت برای تحلیل است. در پرتو آن، آدمی زمین را کشف می‌کند و پی می‌بَرد که آن منزل واقعی اوست. او خصلت دراماتیک برخی از ماجراها را که در صحرا برای او پیش آمده برملا می‌سازد و اینکه چگونه، درحالی‌که همراه مکانیسین خود، آندره پروو، در میان ریگزارها گم و از تشنگی و خستگی نیمه‌جان شده بوده، نخست بار انسان را «در آنِ واحد با چهرهٔ همهٔ انسان‌ها» در شخص یک بادیه‌نشین لیبیایی دیده که آمده بود تا آنها را نجات بخشد.
در آخرین فصل این اثر سنت‌اگزوپری اصولی را طرح می‌کند که انسان‌دوستی او بر آنها مبتنی است. در نظر او، یگانه ارزش و یگانه حقیقتی که بر فکر انسانی تحمیل می‌شود، همان ارزش و حقیقتی است که در باطن انسان است؛ چون انسان بازنمودِ آرمانیِ ماهیت یکایک ماست. وی می‌گوید: «در انسان همه چیز تناقض‌آمیز است.» ازاین‌رو، حقیقت ثابت‌کردنی نیست، تأییدشدنی است. حقیقت در عمل افرادی رخ می‌نماید که خواست و آرزو و ایمان و لبخندی به آنها یگانگی می‌بخشد و این احساس را در آنان پدید می‌آورَد که چیزی برتر از خود را مبادله می‌کنند و از درجهٔ فردیت به پایگاه انسانیت می‌رسند. بدین‌سان، «تنها هنگامی که با برادران خود، در پرتو هدفی مشترک که در بیرون از وجود ما جای می‌گیرد، پیوند می‌یابیم، تنفس می‌کنیم و تجربه به ما نشان می‌دهد که دوست‌داشتن به‌هیچ‌روی این نیست که به یکدیگر بنگریم، بلکه این است که با هم یک جهت را بنگریم». بنابراین، سنت‌اگزوپری فضایل عشق را، که راهگشای راه ایمان‌اند، از فضایل عقل، که به شک راهبرند، برتر می‌شمارد. وی چنین می‌اندیشد که آدمی به طبعیت شایستهٔ «انسان بودن» نیست و برای نیل به این شایستگی باید هر آنچه به فردپرستی پیوندش می‌دهد به‌دور افکند و، در عین حال، از آن دست بشوید که فقط از نعمات مادی بهره‌ور شود. وی، با فراخواندن ما به کشف شریف‌ترین رضای نفس در ایثار و خاکساری، می‌خواهد ذوق توجه به کل را به ما تلقین کند. زمین انسان‌ها، که از کیفیت شاعرانهٔ هرچه مرغوب‌تری سرشار است و با نثری تمام جاافتاده و کاملاً منطبق بر معنی نوشته شده، یکی از کتاب‌های ستودنی است که بجا و به‌موقع برای انسان‌ها معنایی را که به سرنوشت در جهان امروزی باید داد روشن می‌سازد.

## شخصیت‌های اصلی رمان
- هانری (آنری) گیومه (Henri Guillaumet)
- مِرمُز (Mermoz)
- آندره پرِوو (Andre Prevot)